# María del Carmen Barea Cobos
María del Carmen Barea Cobos (castellà: Carmen Barea)  (Màlaga, 5 d'octubre de 1966), anomenada Carmen Barea, és una jugadora d'hoquei sobre herba andalusa, ja retirada, guanyadora d'una medalla olímpica d'or.
Membre de l'equip d'hoquei sobre herba de la Universitat de Sevilla, va participar als 25 anys en els Jocs Olímpics d'Estiu de 1992 celebrats a Barcelona (Catalunya), on va aconseguir guanyar la medalla d'or en la competició olímpica femenina. En els Jocs Olímpics d'Estiu de 1996 realitzats a Atlanta (Estats Units) finalitzà en vuitena posició de la competició, aconseguint així un diploma olímpic. En els Jocs Olímpics d'Estiu de 2000 realitzats a Sydney (Austràlia) finalitzà en quarta posició, aconseguint així un nou diploma olímpic.
Al llarg de la seva carrera ha guanyat una medalla de plata en el Campionat d'Europa.
A nivell de clubs jugà al Caja de Ronda, Reial Societat, CD 91 de Màlaga, Universidad de Sevilla i Sardinero, amb els que guanyà quatre lligues.